# Peter Lundgren (polityk)
Kent Peter Lundgren (ur. 2 lutego 1963 w Bjuv) – szwedzki polityk, poseł do Parlamentu Europejskiego VIII i IX kadencji.

## Życiorys
Z zawodu pracownik fizyczny, przez około 30 lat był kierowcą samochodów ciężarowych. W 2009 wstąpił do Szwedzkich Demokratów. W 2010 został wybrany na radnego gminy Gnosjö. W 2013 dołączył do zarządu krajowego swojego ugrupowania, a w 2014 został umieszczony na drugim miejscu listy wyborczej SD w wyborach europejskich, uzyskując w wyniku wyborów mandat eurodeputowanego. W 2019 z powodzeniem ubiegał się o reelekcję. W marcu 2022 opuścił swoje ugrupowanie. Doszło do tego kilka miesięcy po uprawomocnieniu się wyroku skazującego go za molestowanie seksualne z 2018. Polityk również po orzeczeniu sądu negował zasadność tego skazania.